# Даг Джонс (політик)
Гордон Дуглас Джеймс (англ. Gordon Douglas Jones; нар. 4 травня 1954 року) — американський прокурор і політик, сенатор США від штату Алабама з 2018 до 2021 року, член Демократичної партії США.
Закінчив Університет Алабами (1976), отримав ступінь доктора права в Камберлендській школі права Університету Семфорда в Бірмінгемі (1979). На початку 80-х працював в Юридичному комітеті Сенату США радником сенатора від Алабами Гавелла Гефліна. У 1997 році президент Клінтон запропонував кандидатуру Джонса на посаду федерального прокурора Північного округу Алабами, і той працював там до вступу на посаду президента Джорджа Буша у 2001 році.
Бувши студентом другого курсу, 1977 року пропускав заняття, відвідуючи засідання суду проти одного з організаторів вибуху баптистської церкви в Бірмінгемі 1963 року, а в пізнішому процесі успішно підтримував обвинувачення проти двох співучасників теракту.
2001 року почав приватну адвокатську практику.